# Ергожин, Едил Ергожаевич
Еди́л Ергожа́евич Ерго́жин (7 ноября 1941, село Екпинди Ескельдинский район Алматинской области — 9 июля 2020) — советский и казахский химик. Доктор химических наук (1974), профессор (1978), Лауреат Государственной премии КазССР в области науки и техники (1982), член-корреспондент АН КазССР (1983), Заслуженный деятель науки КазССР (1984), академик HAH PK (1989), Заслуженный изобретатель Республики Казахстан (2014).

## Биография
Происходит из рода жалайыр.
С третьего курса (1961) по рекомендации декана химического факультета КазГУ имени С. М. Кирова, профессора Б. А. Беремжанова начал заниматься научными исследованиями в лаборатории ионообменных смол Института химических наук (ИХН) АН КазССР под руководством академика АН КазССР С. Р. Рафикова. По результатам проведенных исследований в мае 1963 года выступил с научным докладом «Макропористые окислительно-восстановительные полимеры» на VI научной конференции студентов ВУЗов Средней Азии и Казахстана в г. Фрунзе. Его доклад удостоен диплома Первой степени Министерства высшего и среднего специального образования СССР. В этом же году с отличием окончил химический факультет КазГУ им. СМ. Кирова (1963), поступил в аспирантуру ИХН АН КазССР. Первым из казахстанских химиков опубликовал фундаментальную обзорную статью «Окислительно-восстановительные полимеры» в журнале АН СССР Успехи химии (1965) и защитил кандидатскую диссертацию (1966).
Защитил докторскую диссертацию на тему «Синтез и исследование закономерностей образования новых ионообменных и окислительно-восстановительных полимеров» (1974).
Работал заведующим лабораторией ионообменных смол ИХН АН КазССР (1968—1980), научным руководителем проводимых исследований в этой лаборатории (1980—1988), заведующим кафедрой химии высокомолекулярных соединений (1980—1988), деканом химического факультета (1980—1983), первым проректором (1983—1986) и ректором КазГУ им. СМ.Кирова (1986—1988), директором (1988—2007), генеральным директором (2009—2020) и заведующим лабораторией ионообменных смол и мембран (1968—2020), АО «Институт химических наук им. А. Б. Бектурова», вице-президентом HAH PK (1994—1995), вице-министром образования и науки РК (1999—2002).
Распоряжением Премьер-Министра Республики Казахстан К. К. Токаева от 20 марта 2000 г. № 42-р вице-министр образования и науки РК, академик HAH PK E. E. Ергожин утвержден руководителем рабочей группы по разработке проектов Закона Республики Казахстан «О науке», Концепции научной и научно-технической политики Республики Казахстан и Государственной программы «Наука».
После всестороннего обсуждения подготовленных проектов указанных документов в научно-исследовательских институтах, высших учебных заведениях, средствах массовой информации, НАН РК, Мажилисе и Сенате Парламента Республики Казахстан Закон «О науке» утвержден указом Президента Республики Казахстан Н. А. Назарбаевым от 9 июля 2001 г. № 225-II ЗРК. Концепция научной и научно-технической политики страны утверждена постановлением Правительства Республики Казахстан от 12 июля 2000 г. № 1059.
Е. Е. Ергожин был заместителем председателя Высшего научно-технического совета при Министерстве науки и высшего образования Республики Казахстан и после реорганизации в декабре 1999 г. членом Высшей научно-технической комиссии при Правительстве Республики Казахстан. Он возглавлял комиссию по разработке положения о ВНТК и утвердил постановлением Правительства РК.
Под руководством Е. Е. Ергожина определены приоритетные направления фундаментальных исследований в республике до 2010 года, организован конкурсный отбор программ на проведение фундаментальных, прикладных и инновационных исследований, разработано положение и проведён конкурс именных стипендий Ш. Уалиханова, К. Сатпаева, Д. Кунаева, М. Ауэзова для выдающихся и молодых ученых. Он был ответственным за организацию и издание 10-томного энциклопедического справочника «Суверенному Казахстану — 10 лет» (2001).
Был членом организационных комитетов более 15 международных научных конференций и симпозиумов за рубежом, редколлегий международных научных журналов в области химии полимеров, ионного обмена и мембранных технологий.
Основным направлением его научных исследований является создание и развитие новых теоретических представлений о кинетике и механизме образования растворимых и сетчатых ионообменных, хелатообразующих поликомплексонов, поли-краун-эфиров и редоксполимеров. Он впервые создал оригинальные способы регулирования и управления их проницаемости и селективности по отношению к сорбируемым ионам. Впервые установил ряд особенностей механизмов полимер-аналогичных превращений линейных и сшитых полимеров по сравнению с модельными низкомолекулярными соединениями и комплексообразования с ионами металлов и органических соединений. Разработал оригинальный алгоритм для расчета функции образования Бьерума и константы устойчивости ионитных комплексов, учитывающих изменения степени ионизации и межмолекулярного взаимодействия в присутствии иона металла-комплексообразователя.
Им созданы перспективные способы получения новых гетерогенных, гомогенных, интерполимерных и биполярных ионообменных мембран с улучшенными физико-химическими и электрохимическими характеристиками и на их основе созданы промышленные электродиализные установки и станции опреснения воды. Разработанная технология внедрена на Алматинском электромеханическом заводе. В 1982 году за развитие приоритетного научного направления в новой области мембранной технологии и за работу «Разработка и внедрение в народное хозяйство электродиализных установок серии ЭДУ» Е. Е. Ергожину, как научному руководителю, присуждена Государственная премия Казахской ССР в области науки и техники.
В настоящее время электродиализный и обратноосмотический методы очистки сточных вод проходит опытные и опытно-промышленные испытания на трех нефтеперерабатывающих заводах Павлодара, Шымкента и Атырау, что позволит создать оборотное водоснабжение промышленных предприятий, существенно уменьшить потери пресной воды и улучшить экологическую обстановку этих регионов. В 2015 году успешно завершены опытно-промышленные испытания разработанной технологии на Павлодарском нефтехимическом заводе.
Им создана известная во всём мире научная школа химиков, плодотворно работающая в области химии высокомолекулярных соединений, ионного обмена и мембранных технологий.
Изобретатель СССР (1983). По результатам республиканского конкурса, проведенного впервые созданным учреждением «Казпатент», авторам работы «Редоксит» Е. Е. Ергожину, Б. А. Мухитдиновой, Р. Х. Бакировой вручен патент № 1 независимого Казахстана (1996).
Предложенный Е. Е. Ергожиным оригинальный проект создания Регионального Центра исследования состава и строения органических соединений на базе Института химических наук выиграл грант Фонда гражданских исследований и развития (CRDF) США, по которому получен современный аналитический прибор — Фурье-спектрометр ядерного магнитного резонанса высокого разрешения «Mercury-300» стоимостью 250 тыс. долл. США.
Его крупномасштабная программа по проведению химико-экологического мониторинга районов демонтажа шахтных пусковых установок межконтинентальных баллистических ракет СС-18 и их инфраструктуры в Казахстане в рамках выполнения Межправительственного соглашения Казахстан-США по ликвидации оружия массового поражения и средств его доставки (Программа Нанн-Лугар) выиграла международный тендер. Основной заказчик — Департамент обороны США. За успешное и досрочное выполнение на высоком научном уровне этих работ Институт химических наук награжден Благодарственной Грамотой Агентства по снижению угрозы оружия массового поражения Департамента обороны США (8 марта 1999 г.). От имени американского правительства Институту безвозмездно передана химико-экологическая лаборатория, оснащенная современным химико-аналитическим оборудованием, стоимостью 246 тыс. долл. США (30 октября 1999 г.).
Он выступал с научными докладами на Международных симпозиумах по макромолекулярной химии, ионному обмену и мембранным технологиям в Братиславе (1968), Будапеште (1969), Лондоне (1971), Хельсинки (1972), Праге (1971, 1976, 1980), Лейпциге (1978, 1985), Франкфурте-на-Майне (1989), Париже (1991), Ренне (1993), Сан-Диего (1995), Тегеране (1995), Вашингтоне (1999), Москве, Ленинграде, Новосибирске, Уфе, Воронеже, Казани, Риге, Томске, Киеве, Ташкенте (1978), Алматы (1981, 1987, 1988, 1990), Астане (2000), Тбилиси (2003), Кишиневе (2005), Пекине (2005), Киото (2005), Шарм-эш-Шейхе, Египет, (2007), Москве (2007, 2010, 2014), Монтпелье, Франция (2008, 2013), Праге (2009), Минске (2009), Санкт-Петербурге (2010), Мюнхене (2014), Волгограде (2015).
Читал лекции в Лейпцигском (Германия), Карлов (Чешская Республика) университетах, Университете — 1 Ренна (Франция, 1991), Ескишехир (Турция, 1993), университетах Аризоны и Техаса (США, 1997), Анкары и Стамбула (Турция, 2001).
Выезжал руководителем делегации ученых Республики Казахстан на I Всемирную научную конференцию «Наука 21 веку. Новые обязательства» в г. Будапеште (1999) с докладом «Будущее государства определяется уровнем ее науки» и участвовал в работе Международного круглого стола в Штаб-квартире ЮНЕСКО в Париже (2000) с докладом, посвященном 1500-летию города Туркестана.
Выступал на заседании депутатской группы «Өңір» Сената Парламента Республики Казахстан «Партнерство науки, образования и бизнеса — стратегический путь развития национальной инновационной системы и наукоемкой экономики» (Астана, май 2014).
Им подготовлены 13 докторов, 95 кандидатов химических наук и 4 доктора философии (PhD).
Автор 32 фундаментальных монографий, 7 учебников, 72 обзорных статьи, 1410 научных статей, из них более 550 — международные, получены 348 авторских свидетельств СССР, предпатентов, патентов, инновационных патентов РК и зарубежных стран.
Под редакцией академика НАН РК Е. Е. Ергожина изданы более 20 монографий, биобиблиографий, избранные научные труды ведущих ученых — химиков Казахстана, материалы республиканских и международных конференций.
О его жизни и деятельности написаны 3 книги, более 200 статей в различных энциклопедиях, журналах и газетах.
Главный редактор журнала «Известия АН КазССР, серия химическая» (1989—2002), основатель и главный редактор научного журнала «Химический журнал Казахстана», который издается с 2003 года.
Награждён Грамотой Верховного Совета КазССР (1971), занесен в Золотую Книгу Почета Казахстана (1976), медалью им. С. И. Вавилова (1991), Золотой медалью Аль-Хорезми и дипломом (Иран, Тегеран, 1995), награду вручил Президент Исламской Республики Иран Акбар Хашеми Рафсанжани. Он первый Лауреат независимой международной премии клуба меценатов «Платиновый Тарлан — 2000», премии «Алтын Адам — Человек года 2000». За большой вклад в развитие науки и образования, подготовку молодых ученых и специалистов, адаптацию химической науки Казахстана к рыночным условиям и выход на мировую арену Президентом Республики Казахстан Н. А. Назарбаевым объявлена благодарность и вручен знак «Золотой барс» (2001), награжден Золотой медалью «За вклад в науку и научное партнерство» Российской академии госслужбы при Президенте РФ (2002), орденом «Парасат» (2003). Ему присвоено Почетное звание «Маршал науки Франции» и вручены медаль Наполеона Ассоциации содействия промышленности (Франция, 2003), медали РК, за активное участие в реализации Российско-Казахстанской программы «Оценка влияния запусков ракет-носителей с космодрома „Байконур“ на окружающую среду» Федерацией космонавтики России награжден медалью им. С. П. Королева (2006). Удостоен Золотой медали имени Султанмахмута Торайгырова (2011).
Решением Сократовского Комитета Оксфордского саммита ученых мира (Великобритания, 10-13 декабря 2011) награжден Международной премией в области научных исследований и ему присужден Почетный титул «The Name in Science — Имя в науке», его имя внесено во Всемирный реестр выдающихся ученых мира и вручена медаль славы «За вклад в мировую науку».
В результате всенародного голосования посредством интернета и смс-сообщений он набрал 26538 голосов и стал победителем первого Республиканского конкурса 2012 г. «Ел тұлғасы» — «Имя Родины» в номинации «Наука», посвященного 20-летию независимости Республики Казахстан. Награжден медалью «М. В. Ломоносов. За заслуги. 300 лет со дня рождения» (2012), Золотой медалью Евразийского патентного ведомства имени В. И. Блинникова «За вклад в изобретательское и патентное дело» (2013), Орденом «Слава Казахстана» (2013), медалью «За вклад в дорожную науку» (2015).
За активное участие в организации и проведении выборов Президента страны в апреле 2015 года ему объявлена благодарность Президента Республики Казахстан Н. А. Назарбаева.
Был Ученым секретарем научного совета АН КазССР «Химия полимеров» (1965—1973), организатором и первым Председателем Совета молодых ученых Академии наук Казахской ССР и заведующим отделом Совета молодых ученых при ЦК ЛКСМ Казахстана (1968—1973), членом бюро Фрунзенского районного комитета ЛКСМ Казахстана г. Алма-Аты (1971—1973), депутатом Калининского районного Совета народных депутатов г. Алма-Аты и председателем Постоянной комиссии по делам молодежи (1985—1987), депутатом и Председателем постоянной комиссии по науке и технике Верховного Совета Казахской ССР (1986—1990), ответственным ученым — секретарем оргкомитета XI Менделеевского съезда по общей и прикладной химии (Алма-Ата, 1975). Е. Е. Ергожину объявлены благодарности Президиумов АН СССР и АН КазССР за активное участие в организации и проведении этого съезда. Был делегатом XI съезда общества «Знание» КазССР (1987), избран членом правления и Президиума общества, делегатом IX съезда Всесоюз-ного общества «Знание» (г. Москва, 1987), заместителем председателя национального оргкомитета регионального учебно-научного семинара ЮНЕСКО для Азии (1987), сопредседателем оргкомитета I Международной школы-семинара молодых ученых «Нетрадиционные методы синтеза полимеров» (г. Алма-Ата, 1990), членом Национальной комиссии Республики Казахстан по делам ЮНЕСКО (Постанов-ление Премьер-министра Республики Казахстан от 15 июля 1994 г. № 794), Председателем Фонда науки Министерства науки и новых технологий, Министерства науки — Академии наук и Министерства науки и высшего образования Республики Казахстан (1994—2000), заместителем председателя Комиссии по Государственным премиям Республики Казахстан в области науки, техники и образования при Правительстве Республики Казахстан (1998), председателем оргкомитетов международной научной конференции с участием лауреатов Нобелевской премии «Наука третьего тысячелетия» (гг. Астана-Алматы, 2000) и международной научной конференции, посвященной 1500-летию Туркестана (2000).
Избран академиком Нью-Йоркской академии наук США (1994), Почётным профессором Жетысуйского государственного университета имени И.Жансугурова (2001), Павлодарского государственного университета имени С.Торайгырова (2001), Почётным профессором Международного университета г. Вены (2008), членом Американского Химического Общества (2008), Алматинского Национального педагогического университета имени Абая (2011), Карагандинского государственного университета имени Е. А. Букетова (2011).
Почётный гражданин Ескельдинского района (2006) и Алматинской области (2007).
Скончался 9 июля 2020 года от коронавирусной инфекции.

## Сочинения
- Түйіршіктер сыры. Алма-Ата: Мектеп. 1964. 40 б.
- Окислительно-восстановительные полимеры. Успехи химии. 1965. Т.34. № 12. С.2220-2250 (журнал АН СССР, Москва).
- Высокопроницаемые иониты. Алма-Ата: Наука. 1979. 304 с.
- Редоксиониты. Алма-Ата: Наука. 1983. 288 с.
- Экстракция комплексов ионов металлов с пиридиновыми оксиазосоединениями. Алма-Ата: Наука. 1983. 152 с.
- Полифункциональные ионообменники. Алма-Ата: Наука. 1986. 303 с.
- Ионалмастырғыш заттар. Алма-Ата: Қазақстан. 1986. 112 б.
- Новое о полимерах и их применении. Алма-Ата: Мектеп. 1988. 168 с.
- Растворимые полиэлектролиты. Алма-Ата: Ғылым. 1991. 222 с.
- Полимеры на основе краун-соединений. Алматы: Ғылым. 1994. 271 с.
- Жоғары молекулалық қосылыстар химиясы. Алматы: Білім. 1995. 320 б.
- Хелатные полимерные реагенты. Алматы: Ғылым. 1998. 247 с.
- Окислительно-восстановительные ионообменники. Алматы: РИО ВАК РК МОН РК. 2000. 221 с.
- Химия терминдерінің орысша-қазақша сөздігі. Алматы: ҚазмемҒаҒЗИ. 2001. 177б.
- Введение в реологию нефти. Алматы. 2002. 175 с.
- Гидрофильные полимерные сетки. Алматы. 2003. 237 с.
- Научное наследие академика М. И. Горяева. Алматы: ЭВЕРО. 2004. 540 с.
- Полиэлектролиты на основе глицидилметакрилата и его сополимеров. Алматы: ЭВЕРО. 2004. 271 с.
- Ионообменные и полупроницаемые мембраны. Алматы: ЭВЕРО. 2004. 245 с.
- Квантово-химические аспекты синтеза амино- и пиридинсодержащих ионитов на основе эпоксидных соединений. Алматы: Print-S. 2007. 240 с.
- Органоминеральные сорбенты и полифункциональные системы на основе природного алюмосиликатного и угольно-минерального сырья. Алматы: Print-S. 2007. 373 с.
- Новые окислительно-восстановительные сополимеры на основе винилового эфира моноэтаноламина и аллиламина. Алматы: Print-S. 2007. 250 с.
- Жоғары молекулалық қосылыстар. Алматы: «Print-S». 2008. 407 б.
- Гидрофильные полимеры в нанотехнологии и наноэлектронике. Алматы-Москва: «LEM». 2008. 214 с.
- Нанотехнология. Экономика. Геополитика. Алматы-Москва-София-Антиполис-Симферополь: Print-S. 2010. 227 с.
- Полиэлектролиты и комплексоны. Алматы: Print-S. 2010. 164 с.
- Nanotechnology versus the global crisis. Seoul. Hollym. Corporation Publishers. 2010. 300 p.
- Статьи о науке и об ученых. Алматы. 2011. 662 с.
- Полимерлердiң физикасы мен химиясы. Алматы: ЖШС РПБК «Дәуір». 2012. 392б.
- Композиционные полимеры многофункционального назначения на основе термоэластопластов. Алматы. 2012. 279 с.
- О науке и об ученых. Том 1. Алматы. 2013. 892 с.
- О науке и об ученых. Том 2. Алматы. 2013. 918 с.
- Основы органической химии. Алматы: ЦДК «Глобус». 2014. 400 с.
- Наш вклад в химическую науку и инновационные технологии за годы независимости Республики Казахстан (1991—2013 гг). Алматы. 2014. 1076 с.
- Ордена Трудового Красного Знамени Институту химических наук им. А. Б. Бектурова — 70 лет. Алматы. 2015. 867 с.
- Что нам дает Зеленая химия. Алматы: ИП «Бекетаева». 2017. 46 с.
- Мембраны и мембранные технологии. Алматы: ИП «Бекетаева». 2017. 260 с.
- Редокс-полимеры в качестве сорбентов и окислителей. Алматы: ИП «Бекетаева». 2017. 180 с.
- Основные результаты научных исследований по научно-технической программе и 14 проектам в рамках программно-целевого и грантового финансирования за 2015—2017 гг. Алматы: ИП «Бекетаева». 2017. 452 с.
- Синтетические и природные иониты для сорбционных технологий. Алматы: ИП «Бекетаева». 2018. 440 с.